# Općina Bloke
Općina Bloke (slo.:Občina Bloke) je općina u južnoj Sloveniji u statističkoj regiji Notranjsko-kraškoj. Središte općine je naselje Nova vas s 266 stanovnika.

## Naselja u općini
Andrejčje, Benete, Bočkovo, Fara, Glina, Godičevo, Gradiško, Hiteno, Hribarjevo, Hudi Vrh, Jeršanovo, Kramplje, Lahovo, Lepi Vrh, Lovranovo, Malni, Metulje, Mramorovo pri Lužarjih, Mramorovo pri Pajkovem, Nemška vas na Blokah, Nova vas, Ograda, Polšeče, Radlek, Ravne na Blokah, Ravnik, Rožanče, Runarsko, Sleme, Strmca, Studenec na Blokah, Studeno na Blokah, Sveta Trojica, Sveti Duh, Škrabče, Škufče, Štorovo, Topol, Ulaka, Velike Bloke, Veliki Vrh, Volčje, Zakraj, Zales, Zavrh

## Vanjske poveznice
- Službena stranica općine